# قنال+ كيدز
قنال+ كيدز، (بالفرنسية: Canal+ Kids)‏ المعروفة سابقًا باسم كنال+ فاميلي، هي قناة تلفزيونية فرنسية خاصة مدفوعة، أُنشئت في 20 أكتوبر 2007، ومخصصة لبث البرامج العائلية. تبث القناة برامجها على مدار الساعة، دون استراحاتٍ إعلانية. تتكون برامج +كيدز من الرسوم المتحركة والخيال والأفلام الوثائقية والعروض والأشكال القصيرة وهي تستهدف الفئة العمرية من أربعة إلى اثني عشر عامًا.